# Татранський музей

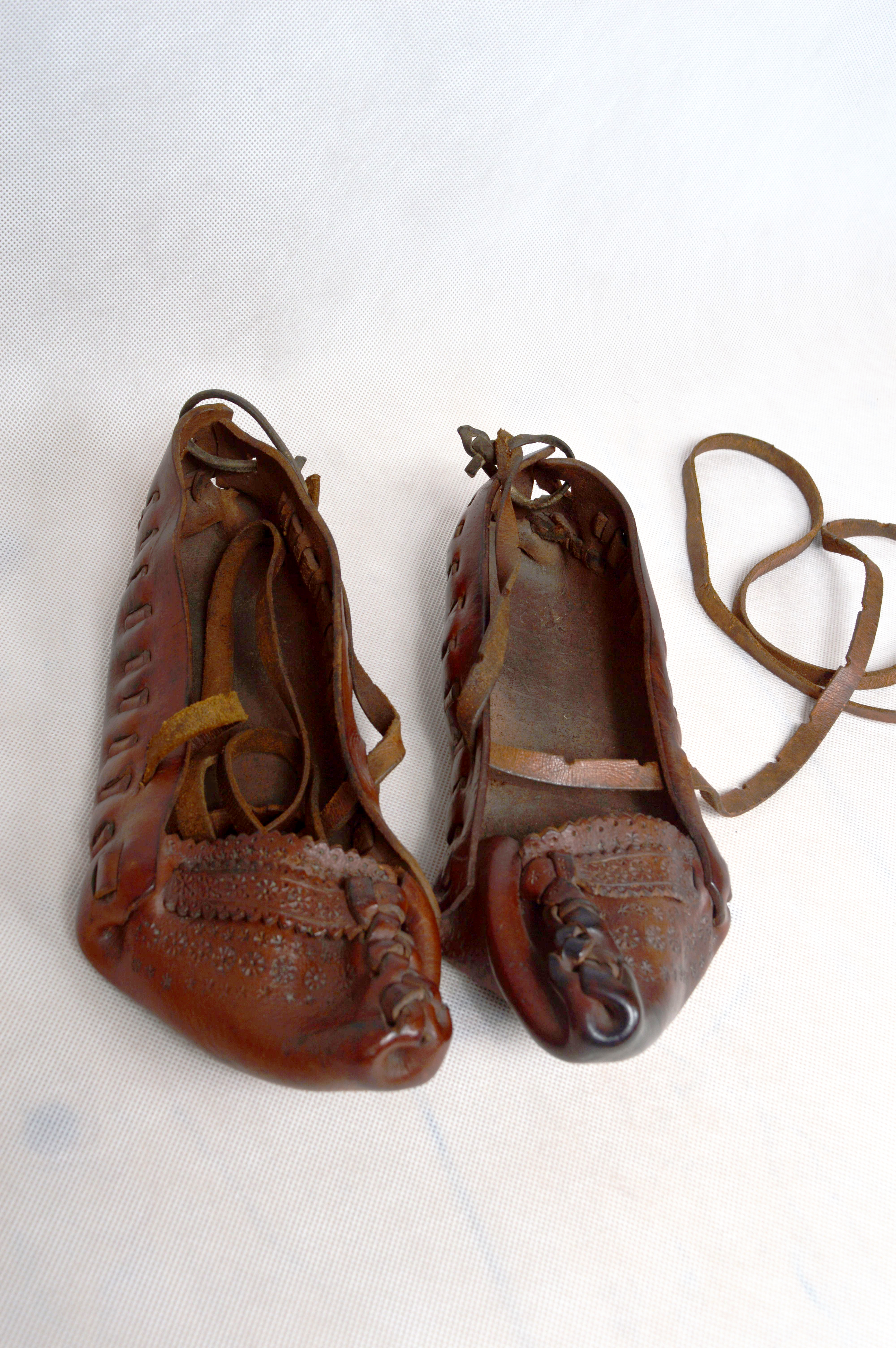
Постоли з XIX ст.

«Татранський музей імені Тита Халубинського в Закопане» (пол. Muzeum Tatrzańskie im. dra Tytusa Chałubińskiego w Zakopanem, англ. The Tatra Museum in Zakopane) — один з найстаріших краєзнавчих музеїв у Польщі заснований Товариством татранського музею в 1889 році. Названий на честь лікаря і любителя татранського краю Тита Халубинського (1820—1889), який подарував музеєві свою колекцію мінералів, яку збирав у 1873—1887 роках, і гербарій мохів (понад 2700), а також ділянку землі, на якій побудована головна будівля музею. До групи засновників музею також належали: Адольф Шольц, доктор Ігнацій Барановський, лікар Владислав Фльоркевич і багато інших осіб.
Музей має 11 філій — у тому числі 7 в Закопане, та по одній у Хохолові, Чорній Горі, Юрґові, Лопушні.
Татранський музей внесений до державного реєстру вибраних музеїв Польщі де займає 93 позицію.

## Історія музею

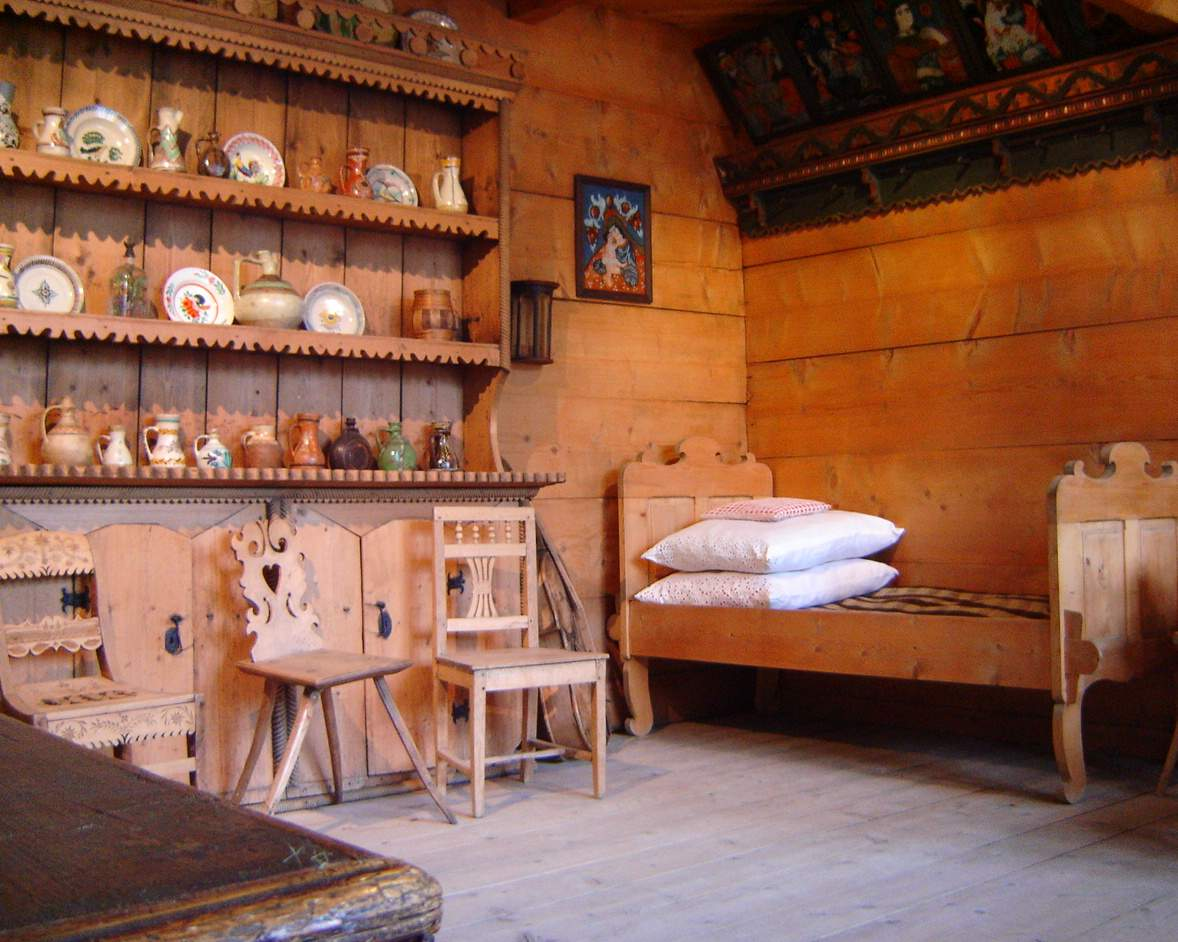
Експозиція музею. 2005

У 1886 році поселення Закопане було визнане як оздоровчий курорт, що в значній мірі було пов'язане з діяльністю Тита Халубинського — лікаря, професора патології, любителя природи Татр і культури горя́н. 1888 року в компанії його друзів виникла ідея створення музею Татр і для цього було створене Товариство татранського музею імені Титуса Халубинського. Воно збирало кошти та експонати для створення та обладнання музею. Найстаріші колекції — ботанічні, геологічні, зоологічні та етнографічні, а також книжки для бібліотеки, були зібрані внаслідок пожертвувань і купі́вель цілих колекції у приватних колекціонерів.
Спочатку колекція зберігалася в орендованому приміщенні (вул. Krupówki 7), однак у 1892 році розпочалося будівництво власної будівлі. Ділянку землі для будови подарувала родина лікаря Халубинського. Автором проекту був варшавський архітектор Йозеф Пій Дзеконський. У цьому ж році колекції музею були розміщені в новозбудованому будинку.
На межі ХІХ і ХХ століть у пресі було дуже мало повідомлень про діяльні Товариства татранського музею, що свідчить про зниження його активності. Натомість у 1900 році з'явилися критичні зауваження про етнографічний відділ музею — випадковий відбір експонатів і неефективне їх експонування.

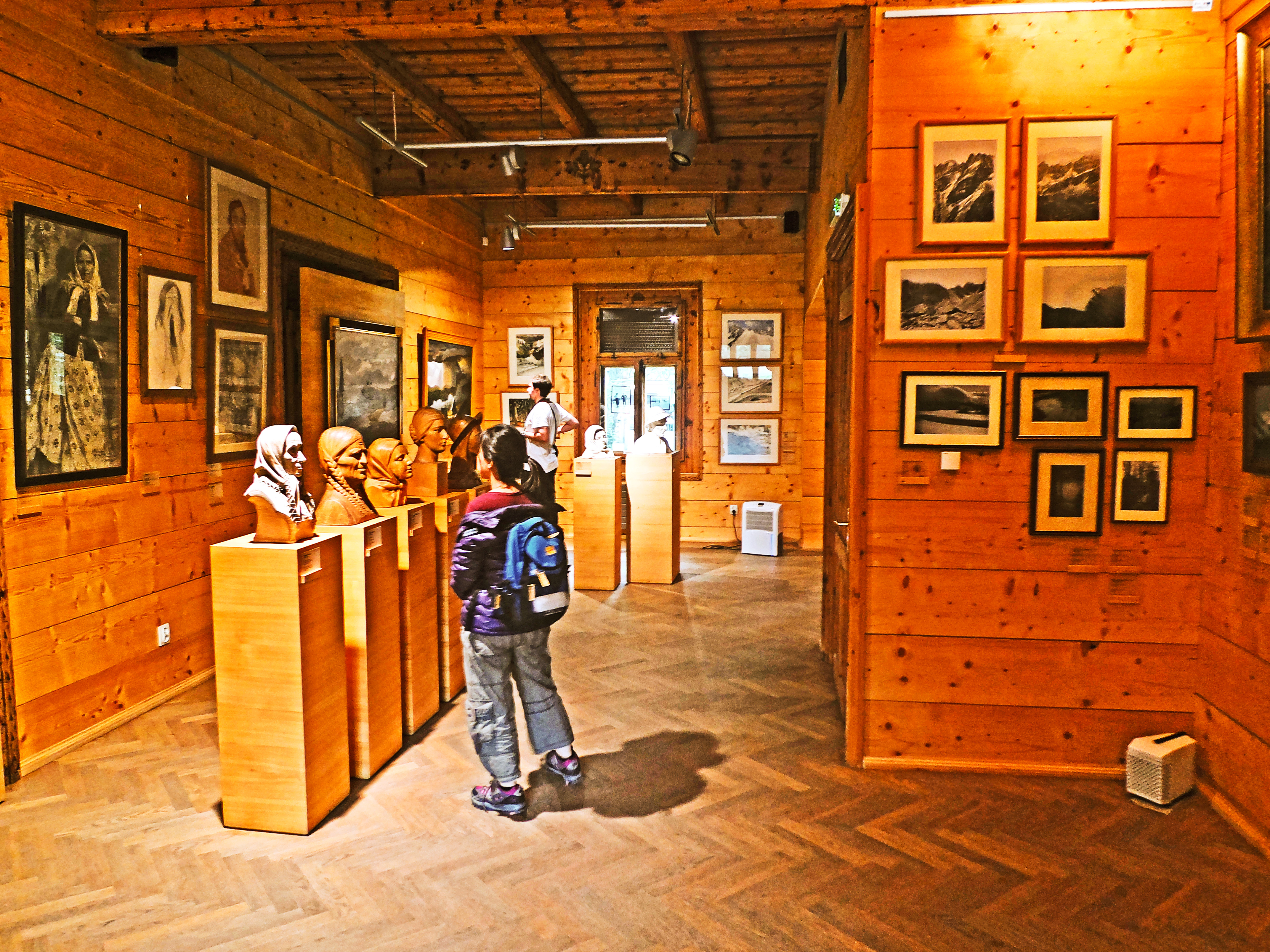
У музеї. 2016

Тільки у 1911 році Товариство прийняло до реалізації проект, складений професійним архітектором Франциском Мончинським. Цей проект не сподобався художникові та теоретикові мистецтва — Станіславові Віткевичу, який був творцем «закопанського стилю». Тому Мончинський був змушений внести до проекту запропоновані зміни.
Будівництво нової будівлі за планами Станіслава Віткевича почалося в 1913 році, однак було припинене під час першої світової війни. У 1920 році будівля була закінчена і до неї почали переносити експонати. На першому поверсі розмістили дві виставки: етнографічну та природничу. Церемонія відкриття Татранського музею відбулася влітку 1922 року. Для керування музеєм була утворена так звана Рада піклувальників, яка повинна була виконувати функції наукової ради.
Крім колекцій лікаря Тита Халубинського, Татранському музеєві були подаровані ряд інших приватних колекцій. Це колекція зібрана Владиславом Кульчинським у 1869—1887 роках, перші зразки (близько 400 одиниць) фауни Татр з колекції Антонія Коцяна. Етнографічну колекцію музею поповнили зібрання Станіслава Дроговського (1889 р.), Рожі Красінської (1896 р.), Зигмунта Гнатовського (250 об'єктів, 1906 р.), Марії та Броніслава Дембовських.
Тепер у головній будівлі Татранського музею знаходяться три сталі експозиції — історична, етнографічна та природнича. Тут також розміщена найбільша у Польщі спеціалізована бібліотека, у якій зібрані книжки та матеріали пов’язані з природою, традиціями та історією Татранського регіону.

## Філії та відділи Татранського музею
- Головна будівля Татранського музею. Адреса: Zakopane, ul. Krupówki 10
- Вілла «Колиба» — музей закопанського стилю Станіслава Віткевича. (середа-субота 9:00-17:00, неділя 9:00-15:00) Адреса: Zakopane, вул. Kościeliska 18

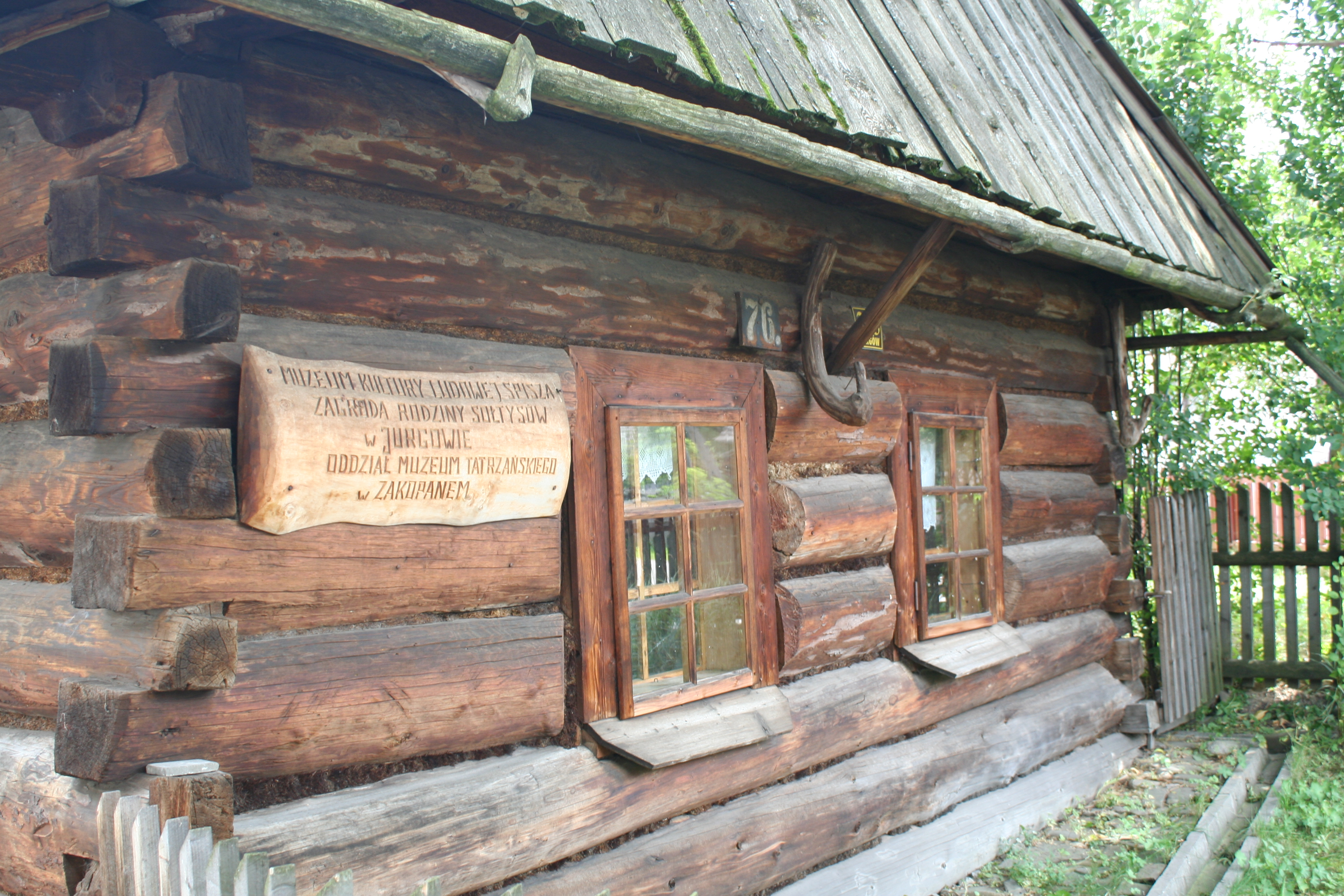
Садиба у Юргові

- Музей закопанського стилю — Натхнення імені Марії і Броніслава Дембовських. Адреса: Zakopane, Droga do Rojów 6
- Галерея Владислава Гасьора в Закопане. Адреса: Zakopane, вул. Jagiellońska 18
- Художня галерея імені Володимира та Юрія Кульчицьких в Закопане. Адреса: Zakopane, ul. Droga na Koziniec 8
- Музей Корнелія Макушинського в Закопане (квартира письменника). Адреса: Zakopane, вул. Tetmajer 15
- Художня галерея XX століття в Закопане, на віллі «Oksza» (архітектура і інтер'єр у стилі Закопане). Адреса: Zakopane, ul. Zamoyskiego 25
- Музей хохолівського повстання. Адреса: Chochołów 75
- Садиба Тетмаєрів (садиба в Лопушні). Адреса: Łopuszna, ul. Gorczańska 2
- Садиба Коркошів у Чорній Горі (багате господарство). Адреса: Black Mountain, 86 тильній
- Садиба Солтисів у Юргові (бідне господарство). Адреса: Jurgów 215

## Колекції музею
- гірських порід і мінералів;

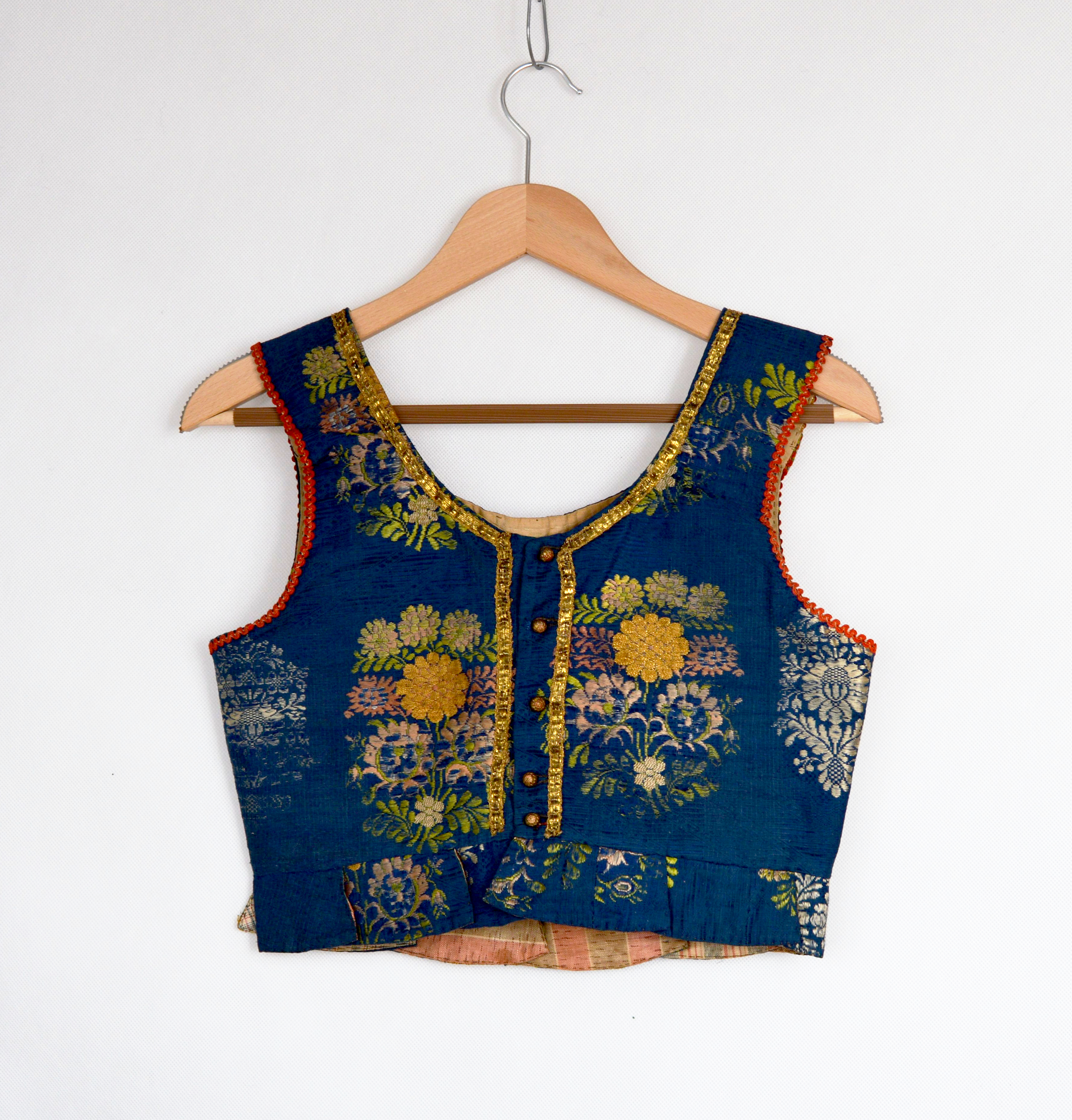
Корсетка з Підгалля

- флори (рослинність Татр, за головним будинком музею альпінарій Відділу охорони природи Польської академії наук) і фауни (в основному птахів і ссавців, колекція охоплює близбко 230 видів);
- етнографічна (типові для Підгалля, Спиша і Орави (у головній будівлі представлені посуд, одяг, зразки декоративно-ужиткового мистецтва та скульптури, а також предмети пов'язані з випасанням худоби);
- художні твори: графіка, живопис, малювання на склі;
- фотографічні колекції.

Музей збирає татранознавчу літературу (бл. 30 тис. томів) і нерегулярно видається «Щорічник Підгаллянський».